# Cañada Real Soriana Occidental
La Cañada Real Soriana Occidental también denominada como Cañada de la Vera de la Sierra es una cañada real que recorre 700 km en diagonal por el centro de la península ibérica. Arranca en la provincia de Soria (España) y recorre parte de las provincias de Segovia, Ávila, Salamanca y Cáceres para terminar en la de Badajoz en Valverde de Leganés.

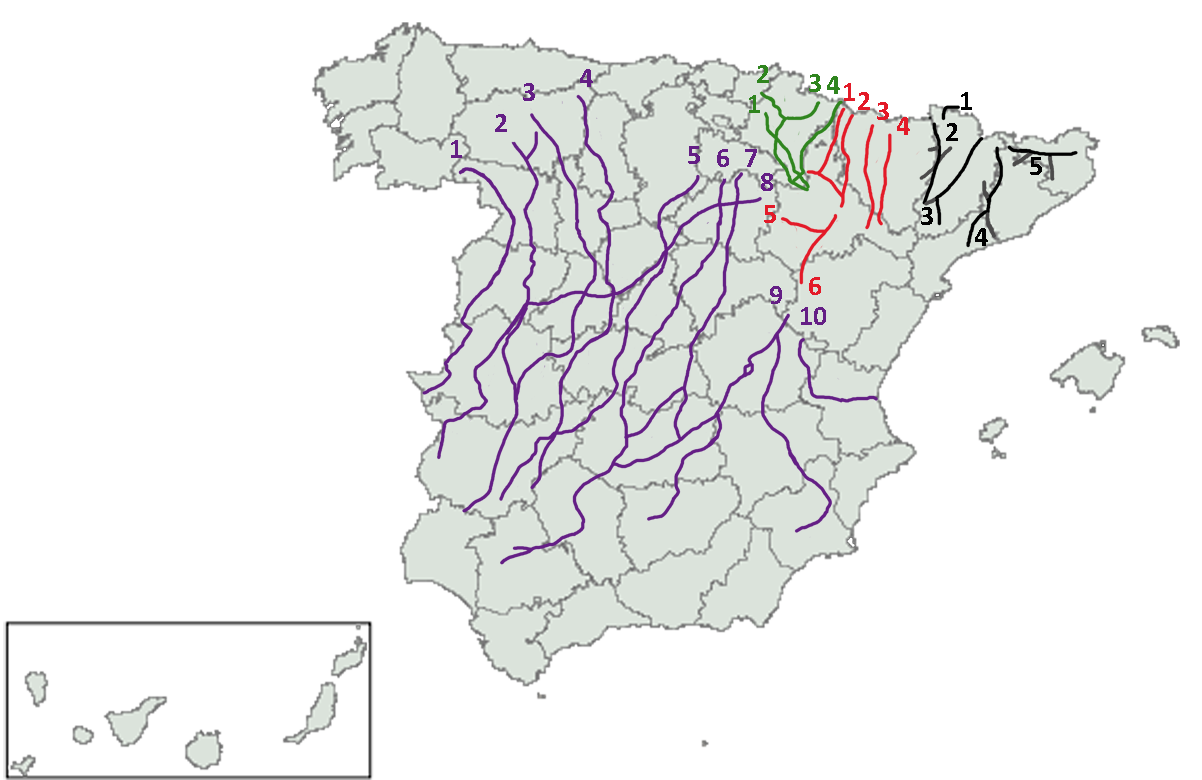
Principales Cañadas Reales de Castilla y sus equivalentes en los otros reinos españoles
n.º 8: Cañada Real Soriana Occidental

## Tramo soriano
Si bien se puede admitir el arranque de esta Cañada Real de ganados trashumantes en Aldehuela de Calatañazor, también podría darse por conforme que lo fuera Abejar o Molinos de Duero, sin descartar más al occidente, Cabrejas del Pinar.
En realidad esta Cañada, a lo largo de su recorrido, va a tener o desempeñar una doble finalidad, a saber: llevar los rebaños de merinas de extensos territorios sorianos y cameranos hasta la Transierra, la actual Extremadura, una vez que los haya recogido en múltiples coladas. Por su trazado irá cortando, en su desplazamiento nordeste-suroeste, a las cañadas Segoviana, Leonesa Oriental y Occidental y a la Vizana o de la Plata.
Queda a la izquierda de la Cañada el Molino de la Aldehuela de donde sale el camino de herradura a La Cuenca, lugar donde se levantaba la ermita románica de principios del siglo XII, San Miguel de Parapescuez, que fue vendida por el Obispado de Osma en el año 1963.
Casi paralela a la Cañada y con salida de Cabrejas del Pinar, la Senda del Despeñadero 
corre al fondo de un cañón por donde sin duda cruzó el grueso del 
ejército de 
Almanzor victorioso en Peña Cervera camino de Medinaceli maltrecho por su edad. 
Por terrenos baldíos y enebros de escaso porte, la Cañada atraviesa el Río Sequillo y se adentra por el Cuerno del Ollero, dejando a mano derecha el pueblo de Rioseco. Sigue por el término de Escobosa de Calatañazor, atraviesa algunos trozos de monte poblado de robles y enebros y tierras de escasa producción. Corre después paralela al camino local de Barcebal a Barcebalejo por términos áridos y escabrosos con monte de roble, enebro y estepa con alguna sabina. cruza la carretera nacional en el kilómetro 154 y luego tuerce bruscamente en ángulo muy cerrado para entrar en El Burgo de Osma, cruzándolo de este a oeste para salir por el puente sobre el río Ucero a las huertas y hoy calle Alharides.
La ciudad de Osma, regada por el río Ucero y el Abión, es la sede del Obispo de Osma-Soria desde la época de los godos, los que ya asitieron a los concilios nacionales de Toledo, si bien ha sido en parte absorbida por su Burgo, conserva las ruinas de la ciudad arévaca de Uxama y su castillo medieval con la Torre del Agua. El Burgo de Osma, alberga además de su magnífica catedral y archivo histórico, la Universidad de Santa Catalina, construida a expensas del obispo de Osma.
Sigue la Cañada su curso hasta Vadescastilla donde recibe otra cañada que viene de Barcebalejo, haciendo como una gran bolsa donde queda el Coto Redondo de la Horcajada, finca de labor. Desde Valdecastilla el camino merinero se ajusta al término municipal de Quintanilla de Tres Barrios, atravesando terrenos pedregosos y manchas de encinas. Atraviesa después la villa de San Esteban de Gormaz, plaza clave en la Reconquista. Pasa la Cañada por el puente medieval sobre el río Duero, y por tierras labrantías se dirige a Aldea de San Esteban y Peñalba de San Esteban donde tiene que cruzar el río Pedro. Y muy hacia el este, aunque siempre visible la gran fortaleza de Gormaz -cristiana y musulmanana- encima del codiciado Duero.
Desde Peñalba de San Esteban el camino merinero discurre paralelo al Arroyo de la Vega y en el mojón de los términos de Peñalba, Piquera de San Esteban y Fuentecambrón se une a la colada que va en dirección a los términos de Miño de San Esteban y Valdanzuelo. A su vez Valdanzo recibe la que viene de Langa de Duero y Bocigas. desde la mojonera descrita, la Cañada prosigue al término de Valdanzuelo y otro ramal al término de Mazagatos ya en la provincia de Segovia.

## Tramo segoviano

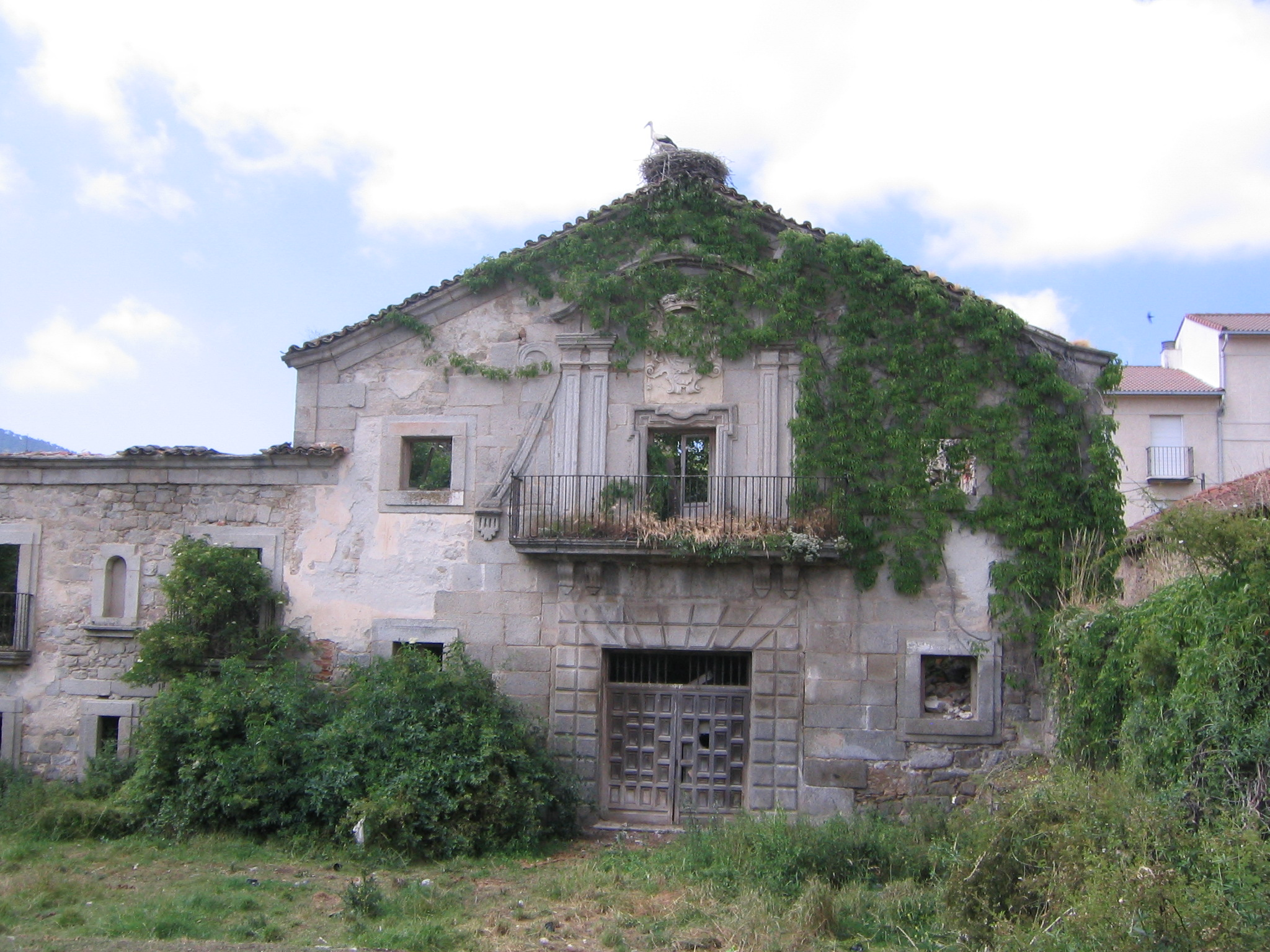
Palacio del Esquileo, El Espinar, (Segovia), España.

La Cañada que viene de Fuentecambrón, entra en el término de Ayllón (por la N-110, km 90) por tierras de labor y después de La Corraliza atraviesa el término de Languilla y Mazagatos (hoy anejo a Languilla) pasando cerca de la población.
Pasado Mazagatos, cuya iglesia conserva una portada románica de capiteles sin labrar, y dejando la cañada que baja por el Tablazo entre encinas y tierras de labor, bodegas y palomares, entra en el término de Santa María de Riaza para cruzar el río Riaza, río que toma el nombre de una localidad próxima al Duero-Haza, y de ahí río de Haza o Riaza-  y que a su vez se lo da a otra: Riaza en las tierras altas de Segovia, próxima al nacimiento fluvial, situada al pie del puerto de la Quesera, en los montes Carpetanos. sigue el cordel hasta Corral de Ayllón que se comunica con el término de Campo de San Pedro.
Por el noroeste y procedente de Valdanzuelo viene otra cañada al despoblado de Valdeperal, ya en el término de Maderuelo. Entra por el Cerro y por comunes y baldíos y pasa el puente medieval de dicha villa, de tres ojos hoy cubierto la mayor parte del año por el Embalse de Linares, que pese a todo se conserva en buen estado. La Cañada pasa junto a la Ermita de la Vera Cruz (de Maderuelo), según la Carta, pasado el puente, se forman dos cañadas, una que procede de Fuentecambrón, Miño de San Esteban y Valdanzuelo y otra que sería continuación de la cañada que viene de Langa de Duero.
Una sola es ya la que discurre por el término de Maderuelo, margen derecha del río antes de formarse el Riaguas y el Aguisejo, para entrar en Alconadilla donde había un descansadero junto a la fuente de los caños que alimenta un abrevadero pequeño. La anchura por Alconadilla ha quedado reducida a camino de herradura. Pasa la Cañada por el término de Alconada de Maderuelo para entrar en Campo de San Pedro, cruzando dice la carta por el sitio de Valdesoria (cerca de Riahuelas), fiel alusión sin duda a los pastores de las tierras de Soria. Se cita en la carta una colada proveniente de Santa María de Riaza, que muy bien podría ser la que cruzando Riaguas de San Bartolomé va a parar a Campo de San Pedro, en el km 15, se une la cañada que viene con su anchura de 90 varas y pasado Campo de San Pedro entra en el término de Sepúlveda por Bercimuel con una espléndida iglesia románica, ampliada, siguiendo la pauta de la Contrarreforma del siglo XVIII impulsada en toda España por los jesuitas.
Ya dentro del Partido de Sepúlveda entra en La Grajera y Aldeanueva del Campanario. Según se desprende de la Carta parece ser que los pueblos de Fresno de la Fuente, La Grajera y Boceguillas llegaron a un acuerdo para sembrar por hojas alternadas y dejar paso franco a los ganados. De acuerdo con esta costumbre la Cañada pasa por los siguientes lugares: cerro de Rejuelas, ladera de Rejuelas, reguero que viene de la barranca de los Castillejos, El Arroyo, Las Cerrajuelas para pasar a dar al campo de Boceguillas y entrar en el término de Turrubuelo por la divisa. (No obstante, aunque la Carta habla del despoblado de San Bartolomé de Sistrajera o de las Trojeras nos ha sido imposible localizarlo, ya que en este punto cruza la Cañada el cordel de los Sorianos, que viene, en efecto, del puente de Santa María de Riaza a Sepúlveda y puente de Murera, y por Arevalillo de Cega se dirige a la  Cañada y esquileos de Segovia).
Entra la Cañada en Castillejo de Mesleón y Sotillo por la hoya de San Salvador y dehesa de Sotillo para entrar en el término de Mansilla por el camino de la Alameda y cruzar la carretera de Cerezo de Abajo a Perorrubio, posiblemente al que se refiera la Carta como camino salinero en la mojonera de Duruelo. Por aquí entra la Cañada Segoviana que viene de Buitrago, continuando la Cañada en dirección a Canto Blanco.
Atraviesa tierras de labor hasta Villarejo y Santo Tomé del Puerto, en cuyas cercanías todavía se conservan restos del convento que hubo allí y de su iglesia. Continua después por encima de la Venta Juanilla. Entra procedente de Cerezo de Abajo en el término de Prádena, dejando la Sierra de Guadarrama a su izquierda. Ésta es quizá la singularidad de esta Cañada, ya que lejos de atravesarla irá recorriendo la cara norte. Entrando en el término de Arcones se dirige entre dehesas y prados hasta Navafría; sotos abundantes de saucedas  y navas con suelos profundos mantienen pastizales de buena calidad. A lo largo de este tramo se suceden como decimos abundantes pastos, limpios o adehesados con encinas y fresnos, los extensísimos sabinares de las placas calizas, o bien ya por encima de los 1.200 m s. n. m., los melojares, y después los pinares, el negral y el albar, típico de la Sierra de Guadarrama.
Después de pasar por el término de Turégano la Cañada entra por la Peña del Gato en el corredor de la sierra enlazando en Sotosalbos con la GR-88, desde aquí siguiendo la terminología de la Carta se la llama de la Vera de la Sierra. Entrará en Basardilla y Torrecaballeros, que incluye Cabanillas del Monte, con su Casa del Esquileo.
Pasa después por Trescasas con sus Casas de Esquileo, e incluye Sonsoto. Después atraviesa los hoy despoblados de Gamones y Pellejeros en Palazuelos de Eresma, cruza el río Eresma y bordea la urbanización de Parque Robledo, poco después de separarse de la GR-88 atraviesa el hoy despoblado de Juarrillos y el anejo de Segovia, Revenga en cuyas proximidades se encuentran las ruinas del Rancho de Santillana. La Losa que incluye Navas de Riofrío  y Otero de Herreros. Pasa por El Espinar, Navas de San Antonio y Villacastín. Para unirse muy cerca del Campo Azálvaro con la Cañada Real Leonesa Oriental. Deja la Cañada la senda de la Vera de la Sierra para proseguir por todo el Campo Azálvaro.
Entra la Cañada en la Hoja 508, dejando el término de Riofrío y a su derecha el Rancho de Tabanera para entrar en El Espinar y salir por el Campo Azálvaro de la provincia de Segovia, después de cruzar el río Voltoya. La Cañada va recibiendo coladas procedentes de Villacastín y El Espinar.

## Tramo abulense

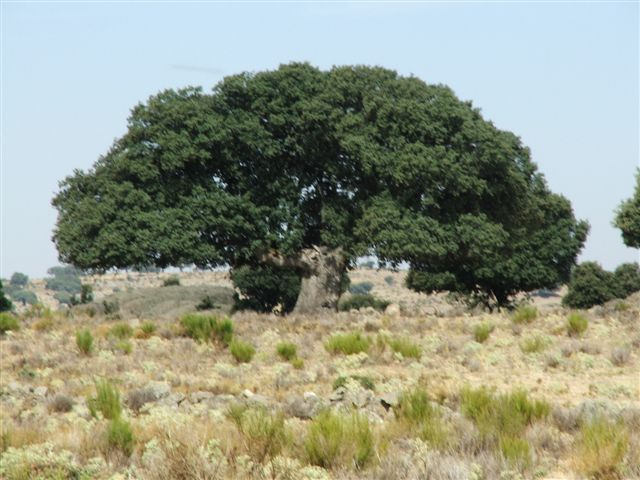
Encina carrasca en la Sierra de Ávila

En el Campo Azálvaro, que es terreno común abierto a todos los ganados trashumantes y donde se pueden dispersar bastante fuera de los márgenes de la Cañada, en la Cerca del Portillo se produce el cruce con la Cañada Real Leonesa Oriental. La Cañada recibe varias coladas de Mediana de Voltoya para salir por Bernuy Salinero en dirección a Ávila. Atraviesa el término de Mingorría regado por el Adaja. Pasada Ávila se confunde con la carretera AV-110 , pasa por Nuestra Señora de Rihondo camino de Cillán y Muñico. Al este  de Chamartín de la Sierra en la Venta del Hambre se cruza con la Cañada Real Leonesa Occidental. En Hurtumpascual atraviesa el río Navazamplón. Cruza por Zapardiel de la Cañada. Pero antes ha quedado señalado en la carta (Hoja 529), el nombre de Castellanos de la Cañada. Pasa por terrenos de baja calidad y algunos prados de mediano aprovechamiento. Madoz anota también las dehesas tituladas de Serranos de la Torre y Castellanos. Pasa por Arevalillo de terreno pobre con algunos prados y pequeños montes de encinas y robles melojos y entra en Aldealabad del Mirón, cuyo nombre lo toma de El Mirón, partido de Piedrahíta, situado en una colina con su castillo totalmente en ruinas y en tiempos con comercio de lanas y telares de torno. Después a traviesa tierras de labor y algún monte de encinas para pasar por Gallegos de Solmirón, dejando Bercimuelle al occidente, ya en la provincia de Salamanca.

## Tramo salmantino

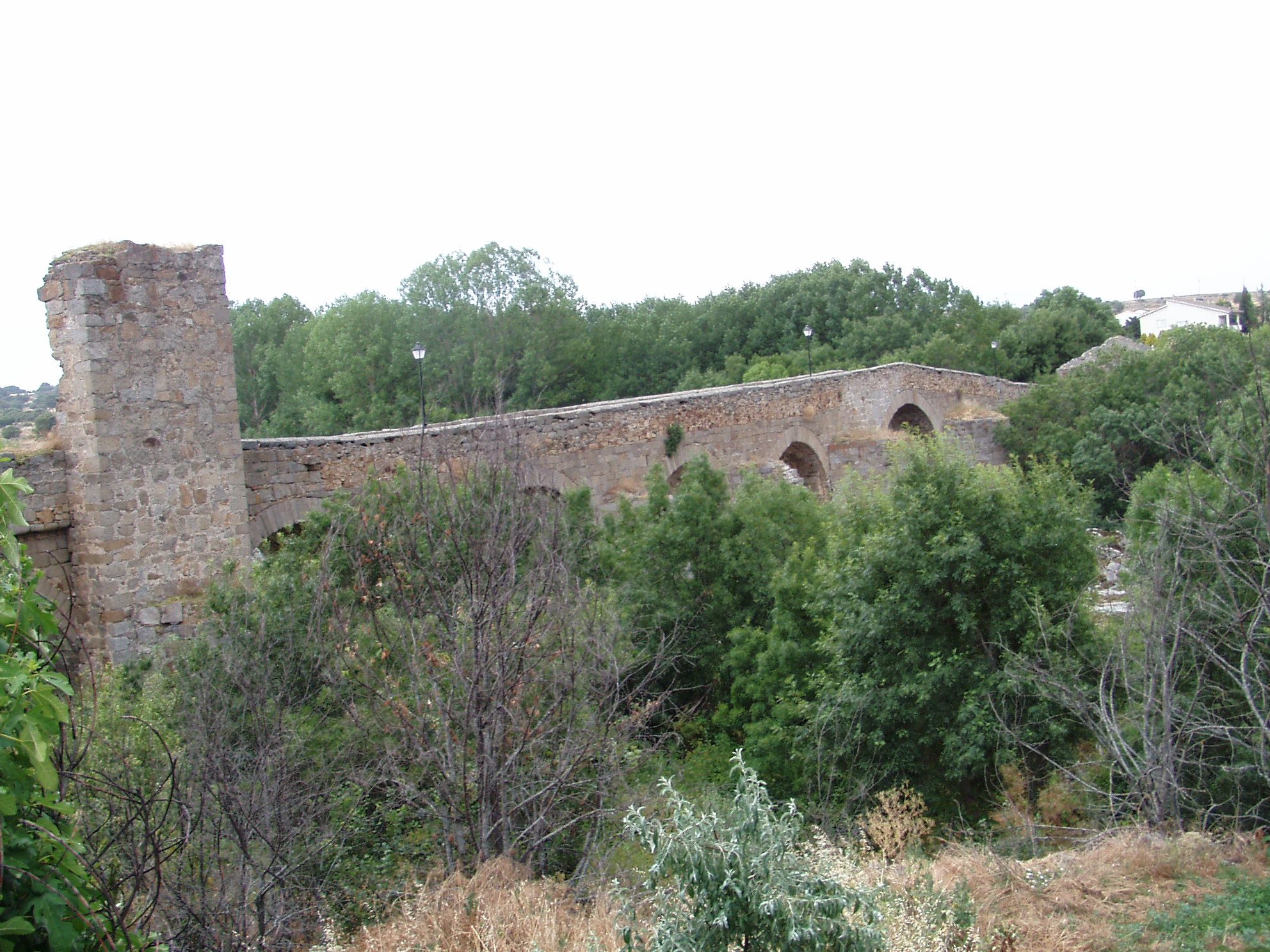
Paso del Tormes en Puente del Congosto

Continua por Navamorales, después pasa el río Tormes por Puente del Congosto y ciñéndose a su margen izquierda lo remonta hasta Santibáñez de Béjar, continuando hasta el Guijo de Ávila. Paso utilizado de antiguo en el camino de Piedrahíta a Béjar; después el Tormes abandona los granitos y entre materiales metamórficos se va abriendo paso hacia la fosa del Duero. Atraviesa el río Sangusín en la carretera comarcal de Béjar y por Valdehijaderos, casi paralela a la Vía de la Plata, llega a Montemayor del Río, del río Cuerpo de Hombre y antes ha dejado a Béjar, centro textil, el último reducto de la Castilla fabricante de paños. Cruza el Cuerpo de Hombre y respetando la Sierra de Béjar y de sus estribaciones entrara en la Extremadura, la antigua  Transierra.
Corre paralela a la Vía de la Plata, después de pasar por El Contadero dejará la tierra de Salamanca, llegará hasta Zarza de Granadilla, El Alijar hasta cruzar el río Cáparra afluente del río Alagón.

## Tramo cacereño
La Cañada llega al término de Plasencia donde las grandes dehesas sustituyen a la cuartelada tierra de la Región Leonesa. Cruza la Dehesa de Valverdejo y Venta Quemada y casi paralela al río Alagón atravesando el Valle del Jerte, pasa por Valdeobispo, Campo de la Mesa, Los Campazos aproximándose al río Jerte. El Jerte que lleva sus aguas al Alagón pasado Galisteo tiene que ser cruzado por la Cañada en dirección a Holguera, dejando siempre el Alagón a mano derecha. A la izquierda queda el pueblo de Riolobos. Atraviesa el término de Las Cañadas y Cañaverales, lugares espesos de cañas y húmedos. Pasa próxima al Puerto de las Canteras y Cerro de los Castillejos y se adentra en el paraje Huertas de los Castaños para pasar por Cañaveral, confundirse con la carretera que va al mismo pueblo y por La Carrascosa cruzar el río Tajo cerca de Garrovillas. El Alagón, que se remansa en la cola del embalse de Alcántara, ve pasar a su derecha la Cañada en dirección a Casar de Cáceres, cruzar el Salor próximo al embalse del mismo nombre y entrar en el término de Alcuéscar, bordear el Cerro de los Frailes y monte abajo hasta la Sierra Gorda y Puebla de Obando.

## Tramo pacense

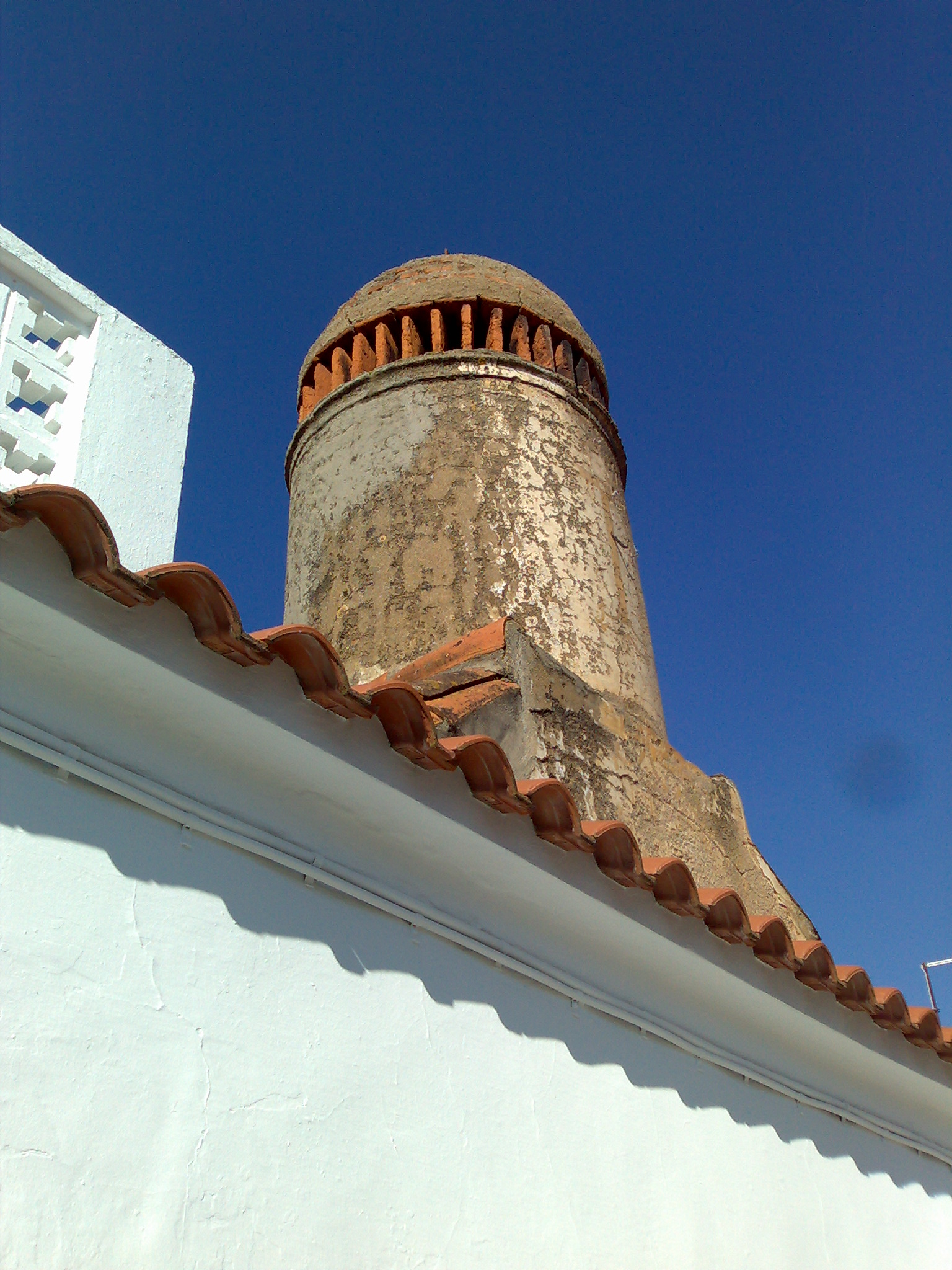
Chimenea en San Jorge de Alor

Las dehesas se suceden sin interrupción, quedan cortadas por la Sierra de Luriana y de nuevo hacen su aparición en la provincia de Badajoz. La Cañada que entra por el Puerto del Zángano sale por Villar del Rey, pasa Cerros Verdes y Bótoa cerca de la raya seca con Portugal. Al aproximarse a Badajoz la Cañada toma el nombre de Sancha Brava. Corre durante un tramo paralela al río Gévora y deja a su derecha la carretera nacional de Cáceres a Badajoz. Pasado Talavera la Real y su aeropuerto, en el lado izquierdo se asienta Badajoz, la antigua Pax Augusta, estrellada de fuertes pentagonales, escarpas y revellines. Su Puente de la Palmas es del siglo XVI -aunque debió tener precedente romano- y se le pueden contar 32 arcos y más de 500 m de longitud. Frente a la isla de Las Monas, entra el Gévora, río varias veces portugués y español, en cuyo afluente Zapatón se emplaza el pantano de la Peña del Águila, curiosa obrita del siglo XIX, que surte de aguas a Badajoz. Pasado Badajoz la Cañada lo cruzará limpiamente.
Sigue la Cañada por el Cortijo Sánchez y El Cedeño, atraviesa montes bajos y prsderas, y aún recibe la Cañada un cordel que viene de Malpica y que se une a la misma en Mancha de los Pinos, luego tocará en el Olivenza para formar una horquilla, una de cuyas ramas morirá en Valverde de Leganés y la otra entrará en las tierras de San Jorge de Alor.